# Willy Schyns
Willy (Guillaume) Schyns (* 13. Oktober 1923 in Kelmis; † 15. November 2001 ebenda) war ein belgischer Politiker der Christlich Sozialen Partei (CSP).

## Leben und Wirken
Schyns wuchs in einer Arbeiterfamilie auf und war zunächst von 1937 bis 1939 als Fabrikarbeiter in einer Welkenrather Keramikfabrik und während des Zweiten Weltkriegs als Bergmann bei der „Société Anonyme des Charbonnages de Wérister“ tätig. Zugleich begann er sich gewerkschaftlich zu engagieren und trat der „Christlichen Arbeiterjugend“ (Jeunesse ouvrière chrétienne (JOC)) bei, deren Abteilung in Kelmis er von 1945 bis 1948 leitete und in der er zugleich verantwortlich war für die Region der Ostkantone.  Danach wechselte Schyns zum „Bund Christlicher Gewerkschaften“ (Confédération des Syndicats Chrétiens (CSC)), für die er zunächst von 1948 bis 1950 als Rechtsreferent, danach bis 1954 als Sekretär der Zentralstelle für Ernährung und Landwirtschaft in Lüttich und schließlich bis 1961 als Sekretär der Region Verviers zuständig war. Dort war er zusätzlich als Mitglied im Beschwerde- und Beraterausschuss aktiv und verfasste Berichte für die Gewerkschaftszeitung „Werkvolk“.

## Politische Laufbahn
Zwischenzeitlich war Schyns im Jahr 1956 in die Christlich Soziale Partei eingetreten und saß für diese in den Jahren 1958/1959 im Stadtrat von Andrimont. Nach kurzer Unterbrechung gehörte er von 1961 bis 1981 als Abgeordneter dem Parlament des Bezirks Verviers an und war dort in verschiedenen Ausschüssen tätig, darunter dem Ausschuss für Allgemeine Angelegenheiten und öffentlichen Dienst (1961–1973), dem Ausschuss für Beschäftigung und Arbeit (1961–1979), dem Ausschuss für Volksgesundheit und Familie (1963–1977) dem Ausschuss für Auswärtige Angelegenheiten (1965–1971), dem Ausschuss für Sozialversicherungsangelegenheiten (1968–1973) und dem Ausschuss für Bildung und Wissenschaftspolitik (1979–1981).
Diese Verpflichtungen hielten Schyns nicht davon ab, auch für seine Heimatgemeinde Kelmis zu kandidieren, wo er für die Jahre 1965 bis 1985 in den Gemeinderat und zugleich zum Bürgermeister gewählt wurde.
Überregional machte Schyns in den Jahren von 1968 bis 1971 durch seine Mitgliedschaft im Interparlamentarischen Konsultativrat der Beneluxstaaten auf sich aufmerksam, dem von Januar 1973 bis Oktober 1973 während der Regierungszeit von Premierminister Edmond Leburton seine Berufung zum Staatssekretär für die Ostkantone und für Tourismus folgte. Seine letzte Amtshandlung als Staatssekretär war am 23. Oktober 1973 die Einsetzung des neuen Rats der deutschen Kulturgemeinschaft (RdK) durch die von den Gemeinden ernannten Delegierten, wie es durch die erste Staatsreform Belgiens beschlossen worden war und wodurch sein Amt obsolet wurde. Diesem Beschluss stand Schyns stets skeptisch gegenüber, weil er der Ansicht war, dass die rund 75.000 deutschen Staatsangehörigen besser durch einen Staatssekretär als durch ein posten- und kostenintensives gewähltes Parlament vertreten wären. Dennoch gehörte er seit der wenige Monate später erfolgten ersten offiziellen Wahl des Rats der deutschen Kulturgemeinschaft 1974 bis zum Jahr 1986 zu den gewählten Vertretern der CSP im Parlament, das 1984 in Rat der Deutschsprachigen Gemeinschaft (RdG) umbenannt worden war.
Parallel dazu nahm Schyns von 1977 bis 1979 ein Mandat für die CSP im Europäischen Parlament wahr.

## Mitgliedschaften und Ehrenämter (Auswahl)
Trotz seiner vielfachen politischen Aufgaben engagierte sich Schyns weiterhin für gewerkschaftliche und soziale Interessen und war unter anderem
- von 1962 bis 1972 belgischer Delegierter bei der Generalkonferenz der Internationalen Arbeitsorganisation,
- von 1963 bis 1991 Vorsitzender des Nationalen Fonds für soziale Wiedereinstufung von Behinderten,
- seit 1965 mehrere Jahre Präsident der Interkommunalen medizinisch-sozialen Dienste von Moresnet,
- von 1970 bis 1981 Mitglied in der Verwaltung des Verbandes der belgischen Städte und Gemeinden,
- von 1971 bis 1973 Mitglied in der Kommission zur Untersuchung der verschiedenen Rentensysteme,
- von 1971 bis 1978 Mitglied im Regionaler Wirtschaftsrat der Wallonie
- von 1977 bis 1984 Verwaltungsratspräsident des Kabelnetzanbieters Interkommunale Interost

## Ehrungen (Auswahl)
Schyns wurde für seine politischen und sozialen Leistungen mehrfach ausgezeichnet, darunter mit
- dem Kommandeurskreuz des belgischen Leopoldsordens
- dem Komturkreuz des Silvesterordens
- dem Großen Bundesverdienstkreuz mit Stern
- dem Orden für Zivilverdienste in der Ersten Klasse
- der Medaille für Soziale Wohlfahrt der Ersten Klasse
- der Goldmedaille St. Lambert der Ersten Klasse

Schyns starb am 15. November 2001, dem Tag der Deutschsprachigen Gemeinschaft sowie Festtag des Königs und fand seine letzte Ruhestätte auf dem Kelmiser Friedhof.